# Chí Công
Chí Công là một xã thuộc huyện Tuy Phong, tỉnh Bình Thuận, Việt Nam. Tên gọi khác Duồng.

## Địa lý
Xã Chí Công có vị trí địa lý:
- Phía đông giáp xã Bình Thạnh và xã Phú Lạc
- Phía tây giáp xã Hòa Minh
- Phía nam giáp Biển Đông (vịnh Phan Rí)
- Phía bắc giáp xã Phong Phú.

Xã có diện tích 24,98 km², dân số năm 1999 là 16.743 người. Tính đến năm 2015 dân số của xã đạt 21.234 người. mật độ dân số đạt 850 người/km².

## Hành chính
Xã Chí Công được chia thành 7 thôn: Đường Thôn Thanh Tân, Thôn Hà Thủy 1, Thôn Hà Thủy 2, Thôn Hà Thủy 3, Thôn Hiệp Đức 1, Thôn Hiệp Đức 2, Thôn Thanh Lương

## Du lịch
- Bãi Ghềnh Son (Gành Son).[4]
- Đặc sản: bánh xà lam